# Robot Chicken
Robot Chicken – amerykański serial animowany dla dorosłych wykonany w technice poklatkowej.
Robot Chicken złożony jest z skeczy parodiujących współczesną popkulturę. W serialu mamy do czynienia z animacją poklatkową, wykorzystującą zabawki, lalki, plastelinę i różne inne przedmioty. Serial obfituje w sporą liczbę wulgaryzmów, które zazwyczaj są ocenzurowane.

## Odcinki

### Sezon pierwszy (2005)
| Nr | Tytuł                    | Premiera         | Nr w serii |
| -- | ------------------------ | ---------------- | ---------- |
| 1  | Junk in the Trunk        | 20 lutego 2005   | 1,02       |
| 2  | Nutcracker Sweet         | 27 lutego 2005   | 1,05       |
| 3  | Gold Dust Gasoline       | 6 marca 2005     | 1,06       |
| 4  | Plastic Buffet           | 13 marca 2005    | 1,08       |
| 5  | Toyz in the Hood         | 20 marca 2005    | 1,10       |
| 6  | Vegetable Funfest        | 27 marca 2005    | 1,11       |
| 7  | A Piece of the Action    | 3 kwietnia 2005  | 1,09       |
| 8  | The Deep End             | 10 kwietnia 2005 | 1,01       |
| 9  | S&M Present              | 17 kwietnia 2005 | 1,12       |
| 10 | Badunkadunk              | 24 kwietnia 2005 | 1,13       |
| 11 | Toy Meets Girl           | 1 maja 2005      | 1,14       |
| 12 | Midnight Snack           | 15 maja 2005     | 1,15       |
| 13 | Atta Toy                 | 22 maja 2005     | 1,16       |
| 14 | Joint Point              | 5 czerwca 2005   | 1,17       |
| 15 | Kiddie Pool              | 12 czerwca 2005  | 1,07       |
| 16 | Nightmare Generator      | 19 czerwca 2005  | 1,03       |
| 17 | Operation Rich in Spirit | 26 czerwca 2005  | 1,18       |
| 18 | The Sack                 | 3 lipca 2005     | 1,04       |
| 19 | That Hurts Me            | 10 lipca 2005    | 1,19       |
| 20 | The Black Cherry         | 18 lipca 2005    | 1,20       |

| Nr  | Tytuł             | Premiera        | Nr w serii |
| --- | ----------------- | --------------- | ---------- |
| S#1 | Christmas Special | 22 grudnia 2005 | S#1,01     |

### Sezon drugi (2006)
| Nr | Tytuł                | Premiera             | Nr w serii |
| -- | -------------------- | -------------------- | ---------- |
| 21 | Suck It              | 2 kwietnia 2006      | 2,01       |
| 22 | Federated Resources  | 9 kwietnia 2006      | 2,05       |
| 23 | Easter Basket        | 16 kwietnia 2006     | 2,02       |
| 24 | Celebrity Rocket     | 23 kwietnia 2006     | 2,04       |
| 25 | Dragon Nuts          | 30 kwietnia 2006     | 2,06       |
| 26 | 1987                 | 7 maja 2006          | 2,03       |
| 27 | Cracked China        | 14 maja 2006         | 2,07       |
| 28 | Rodigitti            | 21 maja 2006         | 2,08       |
| 29 | Massage Chair        | 28 maja 2006         | 2,10       |
| 30 | Password: Swordfish  | 4 czerwca 2006       | 2,09       |
| 31 | Adoption’s an Option | 17 września 2006     | 2,16       |
| 32 | The Munnery          | 24 września 2006     | 2,15       |
| 33 | Metal Militia        | 1 października 2006  | 2,11       |
| 34 | Veggies for Sloth    | 8 października 2006  | 2,12       |
| 35 | Sausage Fest         | 15 października 2006 | 2,13       |
| 36 | Drippy Pony          | 22 października 2006 | 2,14       |
| 37 | Day at the Circus    | 29 października 2006 | 2,17       |
| 38 | Lust for Puppets     | 5 listopada 2006     | 2,18       |
| 39 | Donkey Punch         | 12 listopada 2006    | 2,19       |
| 40 | Book of Corrine      | 19 listopada 2006    | 2,20       |

### Sezon trzeci (2007-2008)
| Nr | Tytuł                                        | Premiera             | Nr w serii |
| -- | -------------------------------------------- | -------------------- | ---------- |
| 41 | Werewolf vs. Unicorn                         | 12 sierpnia 2007     | 3,01       |
| 42 | Squaw Bury Shortcake                         | 19 sierpnia 2007     | 3,03       |
| 43 | Rabbits on a Roller Coaster                  | 26 sierpnia 2007     | 3,04       |
| 44 | Tapping a Hero                               | 2 września 2007      | 3,05       |
| 45 | Shoe                                         | 9 września 2007      | 3,06       |
| 46 | Endless Breadsticks                          | 16 września 2007     | 3,07       |
| 47 | Yancy the Yo-Yo Boy                          | 23 września 2007     | 3,08       |
| 48 | More Blood, More Chocolate                   | 30 września 2007     | 3,09       |
| 49 | Celebutard Mountain                          | 7 października 2007  | 3,11       |
| 50 | Moesha Poppins                               | 21 października 2007 | 3,12       |
| 51 | Ban on the Fun                               | 28 października 2007 | 3,13       |
| 52 | Losin’ the Wobble                            | 4 listopada 2007     | 3,14       |
| 53 | Slaughterhouse on the Prairie                | 11 listopada 2007    | 3,15       |
| 54 | Robot Chicken’s Half-Assed Christmas Special | 9 grudnia 2007       | 3,10       |
| 55 | Tubba-Bubba’s Now Hubba-Hubba                | 1 kwietnia 2008      | 3,02       |
| 56 | Boo Cocky                                    | 7 września 2008      | 3,16       |
| 57 | Bionic Cow                                   | 14 września 2008     | 3,17       |
| 58 | Monstourage                                  | 21 września 2008     | 3,18       |
| 59 | President Evil                               | 28 września 2008     | 3,19       |
| 60 | Chirlaxx                                     | 5 października 2008  | 3,20       |

| Nr  | Tytuł                       | Premiera          | Nr w serii |
| --- | --------------------------- | ----------------- | ---------- |
| S#2 | Star Wars Special           | 17 czerwca 2007   | S#3,01     |
| S#3 | Star Wars Special Epizod II | 18 listopada 2008 |            |

## Gwiazdy w Robot Chicken
W każdym odcinku gościnnie użyczają swojego głosu znane osoby, oto lista:
| - Lance Bass - Ahmed Best - Wayne Brady - Bruce Campbell - Dean Cain - Robert Carradine - Linda Cardellini - Emma Caulfield - Emmanuelle Chriqui - Michael Chiklis - Erika Christensen - Rachael Leigh Cook - Robert Culp - Macaulay Culkin - Alan Cumming - Rosario Dawson - Dom DeLuise - Phyllis Diller - Snoop Dogg - Joey Fatone - Corey Feldman - Nathan Fillion - Carrie Fisher – Star Wars Special Episode II - Peter Gallagher | - Topher Grace - Melanie Griffith - Mark Hamill – kilkanaście odcinków - Melissa Joan Hart - David Hasselhoff - Ethan Hawke - Jon Heder - Hugh Hefner - Hulk Hogan - Kelly Hu - Scarlett Johansson - Ashton Kutcher - Phil LaMarr - Stan Lee - Matthew Lillard - Mario Lopez - George Lucas – Star Wars Special - Ludacris - Danny Masterson - Ming-Na - William Mapother - Malcolm McDowell - John C. McGinley - Julian McMahon | - Pat Morita - Conan O’Brien - Masi Oka - Hayden Panettiere - Freddie Prinze, Jr. - Zachary Quinto - Burt Reynolds - Paul Rudd - Katee Sackhoff - Sarah Silverman - Gene Simmons - Amy Smart - Kurtwood Smith - Charlize Theron - Stuart Townsend - Michelle Trachtenberg - Robin Tunney - Wilmer Valderrama - James Van Der Beek - Billy Dee Williams – Star Wars Special Episode II - Michael Winslow - Elijah Wood - Weird Al Yankovic |